# Álvaro Gil Sanz

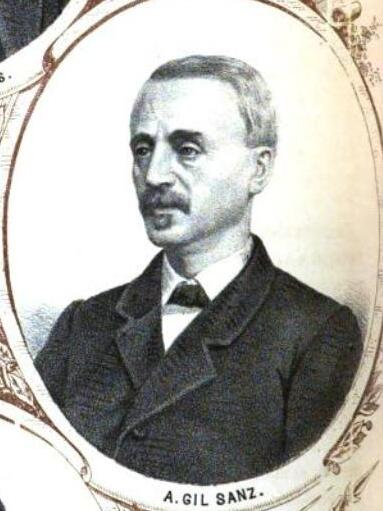
Retratado hacia 1869

Álvaro Gil Sanz (Salamanca, 1813-Salamanca, 1891) fue un político, jurista y escritor español.

## Biografía
Nació el 19 de febrero de 1813 en Salamanca. Jurisconsulto y hombre político, desempeñó cargos importantes en la administración pública. Gil Sanz, que obtuvo escaño de diputado a Cortes por Salamanca en varias ocasiones, tanto durante el reinado de Isabel II como más adelante en el sexenio democrático, publicó numerosos trabajos políticos, jurídicos e históricos en La Discusión, Las Novedades, El Imparcial, La Iberia, Semanario Pintoresco y Revista de España, entre otras publicaciones periódicas. En Salamanca fue fundador y redactor del periódico Adelante, que se publicó entre 1860 y 1880. Falleció el 2 de octubre de 1891 en su ciudad natal, a la edad de setenta y ocho años. Padre de Álvaro, Amalio y Manuel Gil Maestre, tiene dedicado el nombre de una calle en Salamanca.